# Великая Долина
Вели́кая Доли́на (укр. Велика Долина), до 2024 года — Вели́кая Костро́мка (укр. Велика Костромка) — село в Криворожском (до 2020 года — в Апостоловском) районе Днепропетровской области Украины. Был административным центром упразднённого Великокостромского сельсовета, в который не входят другие населённые пункты.

## Географическое положение
Село Великая Долина находится в 4 км от города Зеленодольска и в 3 км от границы с Херсонской областью. Около села большой массив ирригационных каналов.

## Население
Население по переписи 2001 года составляло 2784 человека.

## История
Великая Костромка основана во второй половине XVIII века. Г. У. Рудель описывает село в период немецкой оккупации в Великой Отечественной войне:

Великая Костромка — типичное украинское село, со всеми преимуществами и недостатками, которые из этого проистекают. Для нас, жителей Центральной Европы, недостатки перевешивают. Село сильно разбросано и состоит в основном из глинобитных хижин, лишь немногие дома выстроены из камня. Уличная сеть возникла сама собой, без всякого плана, это просто немощённые проезды, которые пересекаются под самыми причудливыми углами. В плохую погоду наши автомашины тонут в грязи по самые оси так, что их невозможно потом вытащить. Аэродром находится на северном конце деревни, по дороге на Апостолово, которая почти непроходима для автотранспорта. Поэтому наш персонал не теряет времени и для того, чтобы сохранить мобильность, начинает использовать лошадей и волов, запряженных в повозки. Экипажи часто должны подъезжать к своим самолётам верхом на лошадях, они влезают на крыло своего самолёта прямо с седла, потому что взлетная полоса выглядит немногим лучше, чем дороги. В этих погодных условиях она напоминает океан грязи с крошечными островками, и если бы не широкие шины Ю-87, мы вообще не могли бы взлететь. Наше жилье разбросано по всей деревне, штаб эскадрильи расквартирован в здании школы на её южном краю. Здесь у нас есть даже офицерская столовая.
В ходе боя за освобождение села 17 февраля 1944 года командир расчёта станкового пулемёта 174-го гвардейского стрелкового полка 57-й гвардейской стрелковой дивизии 8-й гвардейской армии 3-го Украинского фронта Алексей Федотович Климашкин, несмотря на полученное за несколько дней до этого ранение, ворвался в дом, где засели пулемётчики противника, и вступил с ними в рукопашную схватку. В том бою он уничтожил 26 вражеских солдат и офицеров, но и сам погиб. Похоронен в Великой Костромке. Посмертно получил звание Героя Советского Союза. В честь Алексея Климашкина названы улицы в Великой Костромке, Донецке и Москве (улица Климашкина, бывший Курбатовский переулок).
19 сентября 2024 года Верховная Рада поддержала переименование села Великая Костромка в Великую Долину. 26 сентября 2024 года переименование вступило в силу.

## Экономика
- «Костромское», потребительское общество.

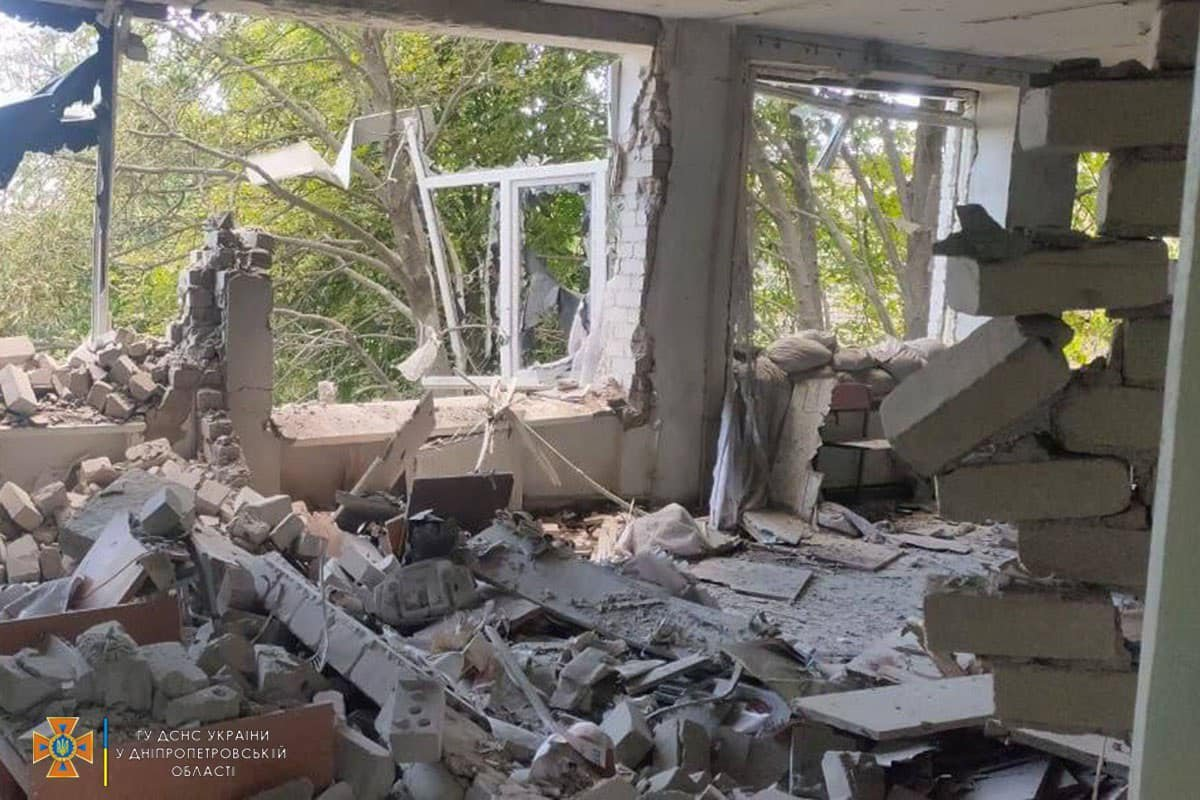
Гимназия в селе Великая Костромка после российского обстрела 8 августа 2022 года во время полномасштабного вторжения путинских войск в Украину

- «Лидер», ЧП.
- «Южное», ЧП.

## Объекты социальной сферы
- Детский сад
- Гимназия
- Амбулатория
- СБК «Жовтень»